# Romantika
Die Romantika ist eine Fähre der estnischen Reederei Tallink. Sie verkehrte ab April 2022 in Charter der Holland Norway Lines, die damit eine Fährverbindung zunächst zwischen Eemshaven in den Niederlanden und ab Anfang Juni 2023 Emden und Kristiansand in Norwegen unterhielt. Die Verbindung wurde Ende August 2023 eingestellt.

## Geschichte
Das Schiff wurde unter der Baunummer 433 auf der finnischen Werft Aker Finnyards in Rauma, auf die auch der Schiffsentwurf zurückgeht, für die estnische Reederei Tallink gebaut. Die Kiellegung fand am 23. Mai, der Stapellauf am 14. Dezember 2001 statt. Fertigstellung und Ablieferung des Schiffes erfolgten am 10. Mai 2002.
Das Schiff wurde im Mai 2002 unter der Flagge Estlands auf der Strecke zwischen Tallinn und Helsinki in Dienst gestellt. Es war der erste Neubau der Reederei Tallink. Von Juni 2006 bis zum Mai 2009 verkehrte es zwischen Tallinn, Mariehamn und Stockholm. Anschließend wurde es unter die Flagge Lettlands gebracht und zwischen Riga und Stockholm eingesetzt. Ab August 2014 verkehrte die Fähre wieder zwischen Tallinn, Mariehamn und Stockholm. Im Mai 2015 wurde sie wieder unter die Flagge Estlands gebracht. Im Dezember wechselte die Fähre wieder auf die Strecke zwischen Riga und Stockholm und wurde im Januar 2017 erneut nach Lettland umgeflaggt.
Wegen der COVID-19-Pandemie wurde der Fährverkehr zwischen Riga und Stockholm am 15. März 2020 unterbrochen. Da im Zuge der Pandemie Grenzen innerhalb Europas geschlossen wurden, wurde die Fähre im Rahmen einer Rückholaktion zwischen Riga und Sassnitz eingesetzt. Am 17. März 2020 verließ sie mit 68 Bundesbürgern Riga, zwei Tage später brachte sie 476 Bürger der baltischen Staaten von Sassnitz aus in ihre Heimat. In den folgenden Monaten wurde die Fähre für einzelne Fahrten zwischen Riga und Stockholm, Riga und Mariehamn und Riga und Helsinki sowie zur im Norden des Rigaischen Meerbusens liegenden Insel Saaremaa eingesetzt. Ende September 2020 wurde sie in Tallinn aufgelegt.
Im Sommer 2021 war die Fähre zusammen mit der Victoria I für 100 Tage an die Tanger Med Port Authority verchartert, die sie zwischen Tanger-Med und Spanien, Frankreich und Italien einsetzte. Anschließend wurde das Schiff während der UN-Klimakonferenz in Glasgow als Hotelschiff genutzt, bevor es wieder in Tallinn aufgelegt wurde.
Ab dem 7. April 2022 verkehrte die dafür unter die Flagge der Niederlande gebrachte Fähre in Charter der Holland Norway Lines zwischen Eemshaven und Kristiansand. Für die zunächst für das Frühjahr 2022 geplante, aber nicht erfolgte Wiederaufnahme der Fährverbindung zwischen Riga und Stockholm war die Isabelle vorgesehen.
Da der Liegeplatz in Eemshaven, der auch für die Offshoreindustrie benötigt wird, nicht mehr für die Fähranläufe garantiert wurde und es daher wiederholt zum Ausfall von Abfahrten kam, verkehrte das Schiff ab dem 20. April 2023 vorübergehend ab Cuxhaven, bevor der Dienst zum 1. Juni 2023 nach Emden verlegt wurde. Mittelfristig war die Rückkehr nach Eemshaven vorgesehen. Am 30. August 2023 wurde die Verbindung eingestellt, nachdem die Reederei in finanzielle Schwierigkeiten geraten war. Das Schiff wurde Anfang September 2023 an Tallink zurückgegeben. 2025 wurde sie erneut nach Afrika vercharter und wird dort zwischen Spanien und Algerien von einer Spanischen Reederei eingesetzt. www.youtube.com/Fährnews

## Technische Daten und Ausstattung
Das Schiff wird von vier Wärtsilä-Vasa-Dieselmotoren des Typs 16V32 mit jeweils 6560 kW Leistung angetrieben. Die Motoren wirken auf zwei Verstellpropeller. Das Schiff ist mit zwei Bugstrahlrudern mit jeweils 1800 kW Leistung ausgestattet. Für die Stromversorgung an Bord stehen zwei von den Hauptmotoren angetriebene Leroy-Somer-Generatoren mit jeweils 2700 kVA Scheinleistung und drei von Wärtsilä-Vasa-Dieselmotoren des Typs 6R32 mit jeweils 2460 kW Leistung angetriebene Leroy-Somer-Generatoren mit jeweils 2960 kVA Scheinleistung zur Verfügung.
Die Fähre verfügt auf den Decks 3 und 4 jeweils über ein Fahrzeugdeck. Die Fahrzeugdecks sind über ein Bugpforte, die sich hinter einem seitlich öffnenden Bugvisier befindet und über zwei Heckrampen zugänglich. Im Schiff sind die beiden Decks über Rampen miteinander verbunden. Oberhalb der beiden Fahrzeugdecks befinden sich fünf Decks mit Einrichtungen für die Passagiere. Auf Deck 5, 8 und 9 sind die Passagierkabinen untergebracht. Insgesamt stehen 727 Zwei- und Vierbettkabinen mit 2170 Betten zur Verfügung. Die Passagierkapazität des Schiffes ist mit 2500 Personen angegeben.
Auf Deck 6 und 7 befinden sich unter anderem mehrere Restaurants und Bars, eine Boutique, ein Supermarkt, Theater und Disco, eine Spielothek und ein Kinderspielbereich. Auf Deck 9 befinden sich hinter den Passagierkabinen ein Sauna- und Wellnessbereich, ein Konferenzzentrum und ein Sonnendeck. Auf Deck 10 sind Kabine und Räume für die Schiffsbesatzung eingerichtet. Es stehen Kabinen für 172 Besatzungsmitglieder zur Verfügung. Außerdem befinden sich hier Betriebs- und Büroräume. Im vorderen Bereich der Decksaufbauten ist hier die Brücke angeordnet. Die Brücke ist über die gesamte Breite geschlossen. Zur besseren Übersicht bei An- und Ablegemanövern und beim Navigieren in engen Fahrwassern gehen die Nocken über die Schiffsbreite hinaus.
Das Schiff ist mit Flossenstabilisatoren und Schlingertanks ausgestattet. Der Rumpf des Schiffes ist eisverstärkt (Eisklasse 1A Super).